# تايتو (طوكيو)
تايتو (باليابانية: 台東区تايتو-كو) وتعني «حي تايتو» هو أحد أحياء طوكيو ال 23.

## تاريخ
تم تأسيس الحي في 15 مارس 1947.

## جغرافيا
يقع حي تايتو في شمال غربي مركز طوكيو، محاطاً بخمس أحياء أخرى هي تشيودا، بونكيو، أراكاوا، سوميدا، وتشوأو.

### مناطق
- أوينو
- أكيهابارا
- أمه-يوكو
- ياناكا
- أساكوسا
- أساكوسا-باشي

### حدائق
- حديقة أوينو
- حديقة أساكوسا
- حديقة سوميدا
- حديقة ياناكا

## متاحف
- متحف طوكيو الوطني
- متحف طوكيو للفنون
- متحف العلوم الوطني في اليابان
- متحف الفنون الغربية الوطني
- حديقة حيوانات أوينو

## اقتصاد

### مجمعات تسوق
- ماتسويا مجمع تسوق في أساكوسا.
- ماتسوزاكايا، مجمع تسوق في أوينو.
- موسيس.

## أحداث
- سانجا ماتسوري : مهرجان يعقد في شهر مايو، أحد أكبر ثلاثة مهرجانات في طوكيو.

## نقل
- طوكيو مترو
  - خط غينزا : محطات أوينو-هيروكوجي، تاواراماتشي، أساكوسا
  - خط هيبيا : محطات أوكاتشيماتشي، أوينو، إيريا، مينوا
- جي آر الشرق
  - توهوكو شينكانسن
  - خط توهوكو الرئيسي
  - خط يامانوته
  - خط أوتسونوميا
  - خط جوبان

## توأمة
لتايتو (طوكيو) اتفاقيات توأمة مع:
- سوا

## أعلام
- تومويوكي يوشينو
- فوميكو أوريكاسا
- يومي أداتشي
- هيروشي اراكاوا
- تشيهارو تيزوكا

## مواقع خارجية
- الموقع الرسمي لمدينة تايتو باللغة الإنكليزية نسخة محفوظة 16 يوليو 2006 على موقع واي باك مشين.
- الموقع الرسمي لمدينة تايتو باللغة اليابانية نسخة محفوظة 11 أكتوبر 2003 على موقع واي باك مشين.